# Grewia schmitzii
Grewia schmitzii är en malvaväxtart som beskrevs av Rudolf Wilczek. Grewia schmitzii ingår i släktet Grewia och familjen malvaväxter. Inga underarter finns listade i Catalogue of Life.